# Edmon Maria Garreta
Edmon María Garreta i Olivella (Barcelona, 15 de enero de 1921-Solius, 1 de mayo de 2017) fue monje cisterciense español, abad emérito del monasterio de Poblet (Cataluña, España), donde fue prior presidente de 1953-54 y abate de 1954-1967, además de prior del monasterio de Solius de 1967 a 1999.

## Biografía
Nació en el barrio de Hostafrancs de la ciudad de Barcelona el 15 de enero de 1921. De joven frecuentaba el centro Montserrat-Xavier de la Congregación Mariana de Hostafrancs. Estudió en el colegio de los salesianos de Sarriá hasta julio de 1936. Terminada la guerra, formó parte de los jóvenes de Acción Católica en la parroquia Mare de Déu dels Dolors de Sants, y comenzó los estudios de sacerdote en el seminario de Barcelona. 
En 1944 entró en el monasterio de Poblet. Ese mismo año empezó el noviciado, tenía 23 años, e hizo el votos temporales el 11 de noviembre de 1945. El año siguiente fue a Suiza, al monasterio de Hauterive, donde completó los estudios teológicos, volviendo a Poblet en 1948. Hizo su profesión solemne el 13 de noviembre de aquel año. Fue ordenado sacerdote el 2 de abril de 1949 y elegido prior de Poblet el 1 de octubre de 1953. El 4 de julio de 1954 recibió la bendición abacial oficiando por parte del padre Sighard Kleiner, abate General de la Orden del Císter, y fue abad de Poblet hasta 1967. Con tres monjes más, fundó un nuevo monasterio, el de Santa María de Solius, iniciado el 21 de enero de 1967 con una lápida de piedra en el espacio cubierto que hay en la entrada del monasterio certifica esta fundación.
El 21 de enero de 2017 tuvo lugar la celebración de los 50 años del Monasterio Cisterciense de Santa María de Solius, con la Eucaristía presidida por el Rvdmo. P. Mauro-Giusepe Lepori, Abad General de la Orden Cisterciense, en la iglesia parroquial de Santa Agnès, en el municipio de Santa Cristina de Aro, obispado de Gerona.
El lunes 1 de mayo de 2017, falleció a los 96 años de edad.